# ماساو كينيتشي
ماساو كينيتشي (内 野 正雄) (ولد 21 أبريل 1934 - أبريل 2013) هو لاعب كرة قدم ياباني شارك في دورة الألعاب الأولمبية الصيفية عام 1956 في ملبورن.

## روابط خارجية
1. ↑  小田原高校：9 ソフトテニス全国制覇」 صحيفة أساهي, 26 April 2013
2. ↑  "Masao Uchino Biography and Statistics". Sports Reference. مؤرشف من الأصل في 2018-05-27. اطلع عليه بتاريخ 2009-10-27.

- ماساو كينيتشي على موقع ناشيونال فوتبول تيمز (الإنجليزية)
- ماساو كينيتشي على موقع عالم كرة القدم.نت (الإنجليزية)
- ماساو كينيتشي على موقع أوليمبيديا (الإنجليزية)